# Baumgartsbrunn

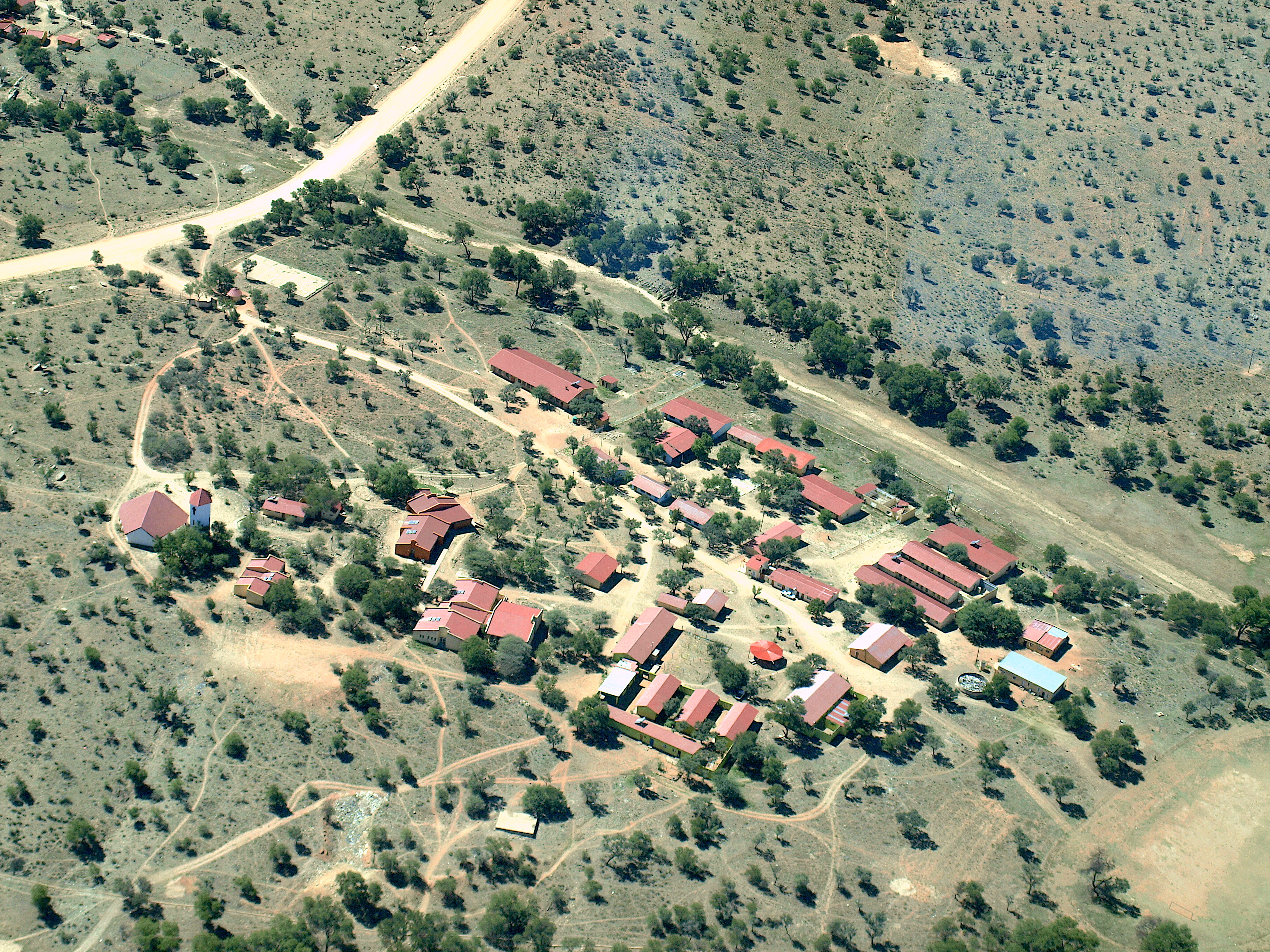
Baumgartsbrunn (2013)

Baumgartsbrunn ist eine Farm mit Schule, Schuldorf und Berufsschule in der Region Khomas im Zentrum Namibias, etwa 35 Kilometer westlich der Hauptstadt Windhoek.

## Hintergrund
Der deutsche Stahlmanager Helmut Bleks gründete 1972 gemeinsam mit seiner Frau Traudel auf ihrer Farm Baumgartsbrunn eine Schule, die heute vom Staat betrieben wird. Die Berufsschule wird weiterhin durch die Helmut-Bleks-Stiftung, die Lodge durch die Baumgartsbrunn Foundation unterhalten. Es besteht eine enge Verbindung zum Schillergymnasium in Münster. Zudem wird die Berufsschule vom Rotary Club Lahr unterstützt.
1991 wurde die Berufsschule für Frauen, das Institute for Domestic Science & Agriculture (zu Deutsch etwa Institut für Hauswirtschaftskunde und Landwirtschaft) gegründet. Die regierende SWAPO-Partei forderte 2010 die Übernahme der Berufsschule aufgrund „unmenschlicher Behandlung der Studenten“.
Auf dem der Schule umgebenden Farmland haben sich über die Jahre mehr und mehr Menschen, vor allem Damara angesiedelt. 2009 erhielten die Bewohner nach Streitigkeiten das exklusive Nutzungsrecht für 300 Hektar der Farm. Baumgartsbrunn verfügt über eine Klinik.